# Arfons
Arfons är en kommun i departementet Tarn i regionen Occitanien i södra Frankrike. Kommunen ligger i kantonen Dourgne som tillhör arrondissementet Castres. År 2022 hade Arfons 178 invånare.

## Befolkningsutveckling
Antalet invånare i kommunen Arfons
| Referens: INSEE |